# 미즈나미시
미즈나미시(일본어: 瑞浪市)는 일본 기후현 남동부에 있는 시이다. 미노 도자기, 나카센도의 슈쿠바, 화석 등으로 알려진 역사와 문화의 도시이다.

## 인접하는 자치체
- 기후현
  - 에나시
  - 도키시
  - 가니군 미타케정
  - 가모군 야오쓰정

- 아이치현
  - 도요타시

## 역사
- 1954년 4월 1일 - 도키군 미즈나미토키정·이나쓰촌·가마도촌·오쿠테촌·히요시촌·아키요촌의 일부, 에나군 스에정이 합병해 미즈나미시가 성립하였다.

## 교통

### 철도
- 도카이 여객철도 주오 본선

### 도로
- 주오 자동차도
- 국도 제19호선
- 국도 제21호선
- 국도 제363호선
- 국도 제419호선

## 인구
| 연도 | 인구   | ±%    |
| ---- | ------ | ----- |
| 1970 | 38,387 | —     |
| 1980 | 40,066 | +4.4% |
| 1990 | 41,006 | +2.3% |
| 2000 | 42,298 | +3.2% |
| 2010 | 40,387 | −4.5% |
| 2020 | 37,150 | −8.0% |